# Alochera
Alochera är ett släkte av steklar som beskrevs av Förster 1869. Alochera ingår i familjen brokparasitsteklar.
Släktet innehåller bara arten Alochera flavipes.